# José Salvatierra
José Andres Salvatierra López (Escazú, 10 oktober 1989) is een Costa Ricaans voetballer die doorgaans speelt als rechtsback. In januari 2025 verruilde hij Santa Ana voor San Carlos. Salvatierra maakte in 2011 zijn debuut in het Costa Ricaans voetbalelftal.

## Clubcarrière
Salvatierra speelde in de jeugdopleiding van Alajuelense en in 2010 brak de vleugelverdediger door in het eerste elftal. Hij debuteerde op 8 april 2010, toen er met 1–2 gewonnen werd op bezoek bij Municipal Liberia. Zijn eerste competitiedoelpunt scoorde hij op 31 oktober 2010, tijdens een 2–4 overwinning uit tegen Brujas de Escazú uit zijn geboortestad. In 2013 en 2014 kroonde Salvatierra zich met Alajuelense tot landskampioen. De Costa Ricaan zou in januari 2017 voor één jaar verhuurd worden aan FC Dallas, maar hij kwam niet door de medische keuring. In januari 2022 maakte Salvatierra de overstap naar Sporting FC, waar hij voor een jaar tekende. Na dit contract ging hij spelen voor Santa Ana, om in januari 2025 over te stappen naar San Carlos.

## Interlandcarrière
Salvatierra debuteerde in het Costa Ricaans voetbalelftal op 6 juni 2011. Op die dag werd een Gold Cupduel tegen Cuba met 5–0 gewonnen. De verdediger begon in de basis en speelde het gehele duel mee.